# William Gibson (commediografo)
William Gibson (New York, 13 novembre 1914 – Stockbridge, 25 novembre 2008) è stato un drammaturgo e scrittore statunitense di origini irlandesi, francesi, tedesche, olandesi e russe.
Nel 1938 si laureò presso il City College of New York. Debuttò a Broadway nel 1958 con la commedia Two for the Seesaw, con Henry Fonda e l'esordiente Anne Bancroft.
La sua opera più famosa è Anna dei miracoli (The Miracle Worker) del 1957, storia dell'educazione di una ragazza sorda e cieca, che gli fece vincere il Tony Award al miglior spettacolo e che fu adattato nella sceneggiatura di un telefilm nel 1957. Tuttavia, la sceneggiatura alla fine prese forma in un film cinematografico nel 1962 intitolato appunto Anna dei miracoli, che ricevette una nomination agli Oscar per la migliore sceneggiatura non originale.
Nel 1955 dal suo romanzo The Cobweb il regista Vincente Minnelli trasse il film La tela del ragno.